# Detlev Pilger
Detlev Pilger (nascido em 29 de abril de 1955) é um político alemão. Nasceu em Koblenz, Renânia-Palatinado, e representa o SPD. Detlev Pilger é membro do Bundestag do estado da Renânia-Palatinado desde 2013.

## Vida
Ele tornou-se membro do bundestag após as eleições federais alemãs de 2013. Ele é membro do comité do desportos e do comité do meio ambiente, conservação da natureza e segurança nuclear.